# 達尼埃萊·桑塔瑞利
達尼埃萊·桑塔瑞利（Daniele Santarelli，1981年6月8日—）是一名義大利排球教練，他自2017年起開姑執教生涯。現時執教義大利豪門科內利亞諾女排俱樂部及土耳其國家女子排球隊。

## 生涯
桑塔瑞利在2015年起開始在科內利亞諾女排俱樂部裹擔任助理教練，並跟隨時任總教練達維德·馬贊蒂學習。在2017年，達維德·馬贊蒂獲委任為義大利國家女子排球隊主教練，他為投放更多時間在國家隊，馬贊蒂離任科內總教練一職。桑塔瑞利因此獲晉升成為科內利亞諾女排俱樂部總教練。他亦用短短幾年間成功帶領科內利亞諾女排俱樂部獲得首個世界女排俱樂部錦標賽及歐洲女排冠軍聯賽冠軍。
2022年，桑塔瑞利申請競逐波蘭國家女子排球隊主教練一職，但最终敗給了斯提凡诺·拉瓦里尼。在幾天後便獲塞爾維亞排協邀請出任塞爾維亞國家女子排球隊主教練一職。
2023年，出任塞爾維亞國家女子排球隊主教練了一年的桑塔瑞利成功被土耳其排协以20萬歐元挖角，成為新一任土耳其國家女子排球隊主教練。

### 俱樂部
世界女排俱樂部錦標賽：
- 2019、2022、2024
- 2021

歐洲女排冠軍聯賽：
- 2021
- 2019、2022
- 2018

義大利聯賽：
- 2018、2019、2021、2022

義大利超級盃：
- 2018、2019、2020、2021

義大利盃：
- 2020、2021、2022

### 國家隊
世界女子排球錦標賽：
- 2022

女子排球國家聯賽：
- 2022

歐洲排球聯賽：
- 2019、2021

## 外部連結
- LegaVolleyFemminile profile （页面存档备份，存于）
- Volleybox profile （页面存档备份，存于）
- CEV profile （页面存档备份，存于）
- Old CEV profile （页面存档备份，存于）